# Воронин, Владимир Алексеевич
Владимир Алексеевич Воро́нин (20 июля 1925, Шимохтино, Владимирская губерния — 13 мая 2008, Чебоксары) — советский передовик производства, лауреат Государственной премии СССР.

## Биография
Родился 20 июля 1925 года в селе Шимохтино (ныне — Александровского района Владимирской области).
С 1941 года в школе фабрично-заводского ученичества Александровского радиозавода (эвакуирован в город Петропавловск Северо-Казахстанской области). В 1943 году окончил Петропавловскую школу авиационных механиков.
Участвовал в Великой Отечественной войне с 1943 по 1944 год. В 1944—1960 годах работал техником в Борисоглебском высшем военно-авиационном училище.
С 1960 по 1996 год работал на заводе электроизмерительных приборов Чебоксарского производственного объединения «Электроприбор» слесарем-инструментальщиком.

## Награды
- Орден Ленина,
- Орден Трудового Красного Знамени (дважды),
- Орден Отечественной войны II степени;
- Медаль «За боевые заслуги».
- Медаль «В ознаменование 100-летия со дня рождения Владимира Ильича Ленина»
- Лауреат Государственной премии СССР (1978) — За высокую эффективность и качество работы на основе совершенствования техники, технологии производства и улучшения организации труда.
- Занесён в Почётную Книгу Трудовой Славы и Героизма Чувашской АССР (1981)
- Заслуженный работник промышленности Чувашской АССР (1974).
- Ударник девятой и десятой пятилеток.